# Jonas Malmborg (journalist)
Jonas Malmborg, född den 2 augusti 1974, är en svensk journalist och författare.
Som journalist har han bland annat har skrivit för Veckans Affärer, Svenska Dagbladet och Affärsvärlden. 2013 debuterade han som skönlitterär författare med romanen Fältöversten och 2024 utkom reportageboken Den stora kreditfesten – Historien om Klarna (2024).